# Свобода, равенство, братство
Свобода, равенство, братство (на френски: Liberté, égalité, fraternité) е държавният девиз на Френската република. За първи път се използва още при Великата френска революция, но едва от края на 19 век е официален девиз на Франция. 

## История
Първи Максимилиан Робеспиер изрича девиза в речта си по повод организирането на Национална гвардия (на френски: Discours sur l'organisation des gardes nationales) от 5 декември 1790, в член XVI, разпространена от различните политически клубове.

На униформите им са изобразени думите LE PEUPLE FRANÇAIS, а отдолу: LIBERTÉ, ÉGALITÉ, FRATERNITÉ. Същите думи са изобразени на знамето, съставено от трите национални цвята
—Робеспиер, Discours sur l'organisation des gardes nationalesВ оригинал 
XVI. Elles porteront sur leur poitrine ces mots gravés: LE PEUPLE FRANÇAIS, & au-dessous: LIBERTÉ, ÉGALITÉ, FRATERNITÉ. Les mêmes mots seront inscrits sur leurs drapeaux, qui porteront les trois couleurs de la nation
Популяризирането на израза се дължи на Антоан-Франсоа Моморо (1756 – 1794), парижки печатар и член на групата на ебертистите. . През юни 1793 г. Момора убеждава кмета на Париж да нареди мотото да бъде изписано на всички обществени паметници.
През 1839 г. философът Пиер Льору изказва твърдението, че мотото е с анонимен автор и е общонародно творение. Докато якобинците доминират политическата сцена, в употреба влизат множество подобни триделни девизи: Свобода, единство, равенство; Свобода, равенство, справедливост; Свобода, разум, равенство.

## Интерпретации
Термините свобода и равенство присъстват неизменно още от Революцията като обозначаващи основни права на човека и гражданина. Братство принадлежи на друга сфера: тази на моралната отговорност към другите членове на обществото. Според историчката Мона Озуф, това е сферата, в която връзките между индивидите са по-важни от социалната йерархия, хармонията надделява над договора и общността над индивидуализма. 

### Свобода
Декларацията за правата на човека и гражданина от 1789 дефинира свободата по следния начин: „Свободата се състои в това на човек да е позволено на върши всичко, което не вреди на друг човек: така единствените ограничения за упражняването на естествените права на всеки човек са тези, които осигуряват това всеки друг човек да се ползва от същите права. Тези ограничения могат да бъдат наложени единствено със закон.“. Декларацията за правата на човека и гражданина от 1793 променя дефиницията по следния начин: „Свободата е възможността на човека да прави всичко, което не вреди на правата на другите; неин принцип е природата; нейно правило е справедливостта; неин защитник е закона; нейната морална граница е в тази максима: не причинявай никому това, което не искаш да ти бъде причинено“

### Равенство
В републиката, равенство означава, че законът е еднакъв за всички; разликите по рождение са премахнати и всеки е длъжен, според възможностите си, да участва в държавните разходи. Според декларацията за правата на човека и гражданина от 1795, „Равенството се състои в това законът да е еднакъв за всички, независимо от това дали наказва или дава защита. Равенството не признава никакво различие по рождение, никакво наследяване на властта“. В равенството има и социално измерение, състоящо се в това да няма прекалено неравномерно разпределение на богатствата. Русо дефинира равенството в тясна връзка със свободата: „Никой гражданин не трябва да е толкова богат, че да може да купи друг; никой не трябва да е толкова беден, че да е принуден да се продава“.

### Братство
Декларацията от 1795 дефинира и братството: „Давайте на другите добрината, която искате да получавате“. Според друга дефиниция от времето на революцията „Братството обхваща всички тези хора, французи и чужденци, които се борят за възтържествуването на свободата и равенството“. 
Според философа Пол Тибо, „Докато свободата и равенството могат да се възприемат като основни права, братството е задължение към другия; призив за морал“